# L'increïble viatge del faquir
L'increïble viatge del faquir o De l'Índia a París dins d'un armari d'Ikea (títol original en anglès, The Extraordinary Journey of the Fakir) és una pel·lícula de comèdia d'aventures del 2018 dirigida per Ken Scott i escrita per Scott, Romain Puértolas i Luc Bossi. Està basat en la novel·la francesa L'increïble viatge del faquir que va quedar atrapat en un armari d'Ikea del mateix Puértolas. La pel·lícula és protagonitzada per Dhanush en el paper principal, amb Bérénice Bejo, Erin Moriarty, Barkhad Abdi, Gérard Jugnot i Ben Miller com a repartiment secundari. La premissa del film segueix un mag de carrer de Bombai que s'embarca en un viatge global per trobar el seu pare. La pel·lícula es va rodar a l'Índia, Bèlgica, França i Itàlia. S'ha doblat i subtitulat al català central amb el nom de L'increïble viatge del faquir; i s'ha doblat al valencià per a À Punt amb el títol de De l'Índia a París dins d'un armari d'Ikea.
La pel·lícula es va estrenar a França el 30 de maig de 2018 i a l'Índia, als Estats Units, al Canadà, Singapur i Malàisia el 21 de juny de 2019. Es va estrenar alhora en vuit idiomes diferents; anglès, francès, hindi, tàmil, telugu, malaiàlam, italià i kanarès.